# Christine Tohmé
Christine Tohmé (Beiroet, 28 februari 1964) is een Libanees conservator, oprichtster van de Libanese vereniging voor beeldende kunst, Ashkal Alwan, en producent van verschillende video's en films. Ze is een belangrijk initiatiefnemer en gangmaker achter kunstzinnige en culturele initiatieven in Libanon.

## Biografie
Tohmé behaalde haar Bachelor of Arts in Engelse literatuur in 1987 aan de American University of Beirut. In 2008 slaagde ze voor haar mastergraad in hedendaagse kunsttheorie aan het Goldsmiths College, dat deel uitmaakt van de Universiteit van Londen.
In 1994 richtte ze Ashkal Alwan op, een Libanese vereniging voor beeldende kunst, in een periode met veel politieke, economische en culturele onrust in het Midden-Oosten. Met de vereniging initieert en ondersteunt ze sindsdien hedendaagse kunstuitoefening en bevordert ze kritische beschouwing en theorieontwikkeling met als doel de cultuurkritiek, kunstkritiek en artistieke vrijheid in Libanon te ontwikkelen.
Via Ashkal Alwan bevordert ze een breed scala aan kunstuitingen, inclusief het bieden van plaatsen voor installatie- en performancekunst, samenwerking met lokale bioscopen en architecten en de ondersteuning van interdisciplinair werk. Verder legt ze zich toe publicaties van nieuwsbrief en boeken, en documentatie op dvd's. Sinds 2002 organiseert ze verder nog het internationale culturele festival Home Works, met daarin exposities, uitvoeringen, screenings, lezingen en forums.
In 2010 richtte ze het Home Workspace Program op, een opleidingsprogramma met een incubator (een soort broedmachine voor nieuwe initiatieven), een onderzoekscentrum, een 'levend archief' en een productiefonds.
Voor haar werk in de kunst- en cultuurwereld, dat ze geregeld tijdens moeilijke omstandigheden moest uitvoeren, werd ze in 2006 onderscheiden met een Prins Claus Prijs. Volgens het Prins Claus Fonds is ze een van de invloedrijkste conservatoren in de regio en brengt haar werk ook nog kansen voort voor komende generaties.
In september 2015 werd ze door de Sharjah Art Foundation (SAF) gekozen als curator voor de Sharjah Biennial 13 die in maart 2017 zal openen.

## Filmografie (selectie, producer)
- 2011: Voices of Beirut
- 2012: E.D.L.